# Karczew
Karczew é um município da Polônia, na voivodia da Mazóvia e no condado de Otwock. Estende-se por uma área de 28,12 km², com 9 998 habitantes, segundo os censos de 2016, com uma densidade de 355,5 hab/km².